# 鳴子 (狂言)
鳴子 （なるこ）は狂言の演目のひとつ。鳴子番をする人物を演じて農業の予祝をする。

## あらすじ
田を荒らす群鳥を追いに行くよう主人に命じられた太郎冠者と次郎冠者は、鳴子縄を稲木に結び、「ホウホウ」と掛け声をかけながら鳴子を鳴らす。そこへ主人が酒樽を持って慰労に来て、日が暮れたら戻れと言って帰る。さっそく酒宴を始めた二人は、小歌をうたい、鳴子を引きながら舞い興じるうちに、寝入ってしまう。あまり帰りが遅いので迎えにきた主人が二人の酔態をみつけ、揺り起こして追いかける。逃げながら鳴子を鳴らして二人の冠者がうたう、「引くもの尽くしや　名所尽くし」の謡を聞くうちに、舞台いっぱいに実り豊かな田園風景が広がるところで終わる。